# Crinita
Crinita es un género de saltamontes de la subfamilia Oedipodinae, familia Acrididae. Este género se distribuye en una pequeña zona del Medio Oriente ubicada entre el Mar Rojo y el Mar Mediterráneo.

## Especies
Las siguientes especies pertenecen al género Crinita:
- Crinita hirtipes (Uvarov, 1923)
- Crinita nigripes (Uvarov, 1929)